# Феодот (македонский военачальник)
Феодот, также Теодот (др.-греч. Φεόδοτος) — македонский военачальник IV века до н. э.

## Биография
Первое упоминание Феодота содержится у Квинта Курция Руфа в контексте описания событий 331 года до н. э. Александр Македонский в Ситтакене назначил «состязания в воинской доблести». Восемь победителей должны были стать хилиархами, то есть получить в командование по тысяче гипаспистов. Феодот занял седьмое место и, соответственно, назначен хилиархом.
Следующее упоминание Феодота относится к событиям Третьей войны диадохов 315 года до н. э. В это время Феодот командовал флотом из родосских кораблей с командой из Карии на службе у Антигона Одноглазого. Во время перехода из Патары флот Феодота по побережью сопровождало войско под командованием Перилая. Войско Перилая и флот Феодота попали в подготовленную военачальником Птолемея Поликлитом засаду возле киликийского города Афродизиас, в ходе которой все корабли были захвачены. Сам Феодот был ранен и через несколько дней умер.
Г. Берве отмечал, что Феодот — военачальник Александра Македонского и Феодот — наварх Антигона могли быть тёзками, а не одним человеком. В. Хеккель считал их идентичность возможной, но маловероятной. Также историк исключал идентичность Феодота — военачальника Александра с Феодотом — комендантом Сард на службе у Лисимаха, который в 281 году до н. э. сдал город Селевку.

### Исследования
- Berve H. Das Alexanderreich auf prosopographischer Grundlage (нем.). — München: C. H. Beck`sche Verlagsbuchhandlung, 1926. — Vol. 2.
- Billows R. Antigonos the One-eyed and the Creation of the Hellenistic State (англ.). — Berkeley; Los Angeles; London: University of California Press, 1997. — ISBN 0-520-06378-3.
- Heckel W. Who's Who in the Age of Alexander and his Successors. From Chaironea to Ipsos (338—301 BC) (англ.). — Barnsley: Greenhill Books, 2021. — 554 p. — ISBN 978-1-78438-648-1.
- Tataki A. B. Macedonians Abroad. A Contribution to the Prosopography of Ancient Macedonia (англ.). — Athens, 1998. — ISBN 960-7905-00-8.